# Junko (Vorname)
Junko ist ein weiblicher japanischer Vorname. 

## Bekannte Namensträger
- Junko Asari (* 1969), japanische Marathonläuferin
- Junko Iwao (* 1970), japanische Synchronsprecherin und Sängerin
- Junko Miyashita (* 1949), japanische Schauspielerin
- Junko Mizuno (* 1973), japanische Manga-Zeichnerin
- Junko Ōnishi (Musikerin) (* 1967), japanische Jazzpianistin
- Junko Ōnishi (Schwimmerin) (* 1974), japanische Schwimmerin
- Junko Tabei (1939–2016), japanische Bergsteigerin
- Junko Takeuchi (* 1972), japanische Synchronsprecherin
- Junko Sakurada (* 1958), japanische Schauspielerin und Sängerin
- Junko Suzuki, wirklicher Name von Jun Mihara (Mangaka) (1952–1995), japanische Mangaka
- Junko Suzuki, wirklicher Name von Hinako Sugiura (1958–2005), japanische Mangaka